# 成都市日月大道快速公交
成都市日月大道快速公交是主要运行于中国四川省成都市日月大道公交专用道的快速公交线路，是成都快速公交系统的主线之一，编号为K5，连接成都市主城区与温江区，于2019年4月12日起试运行。该线采用路中式站厅与地面站台混合运行模式。